# Starzec

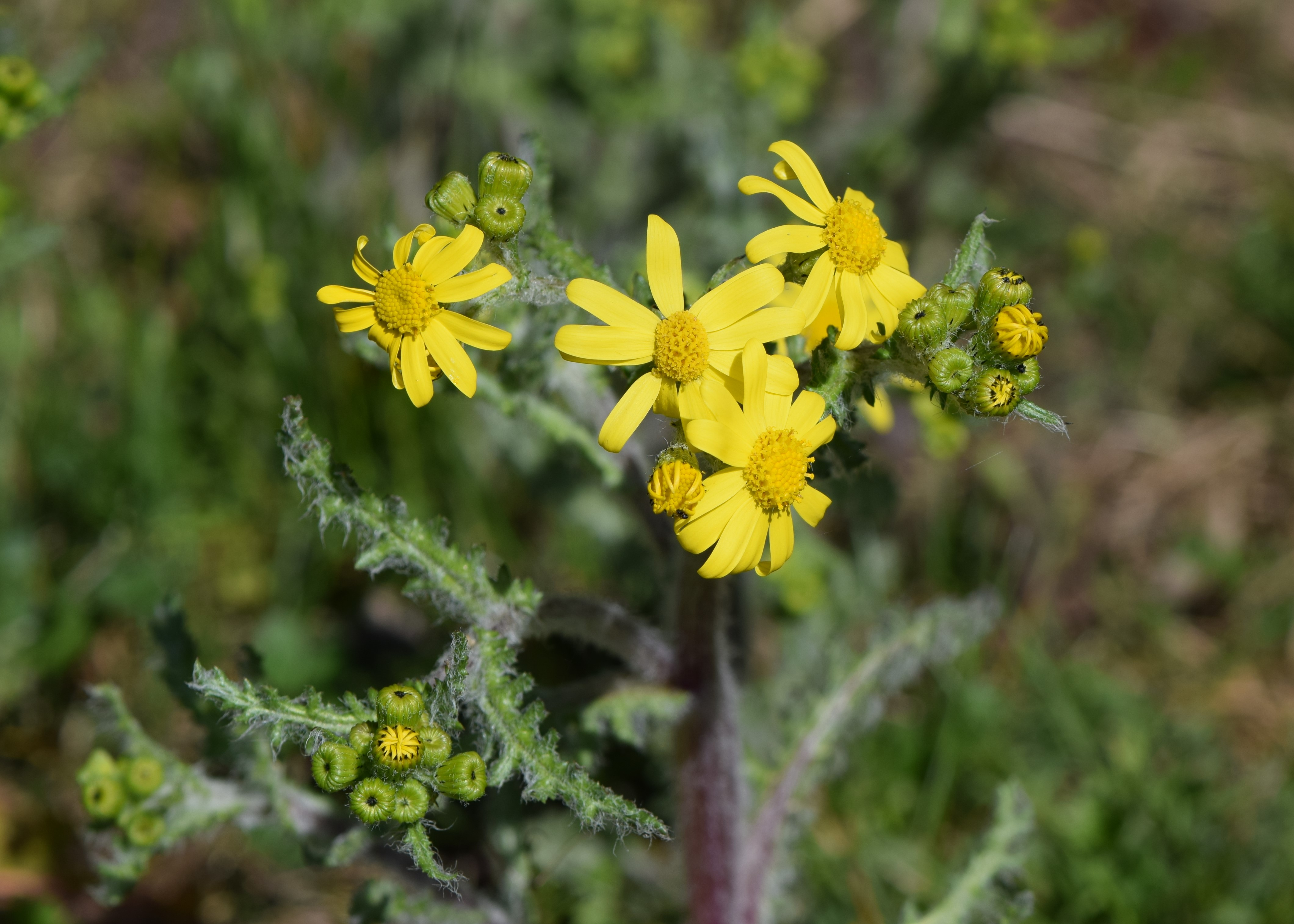
Starzec wiosenny

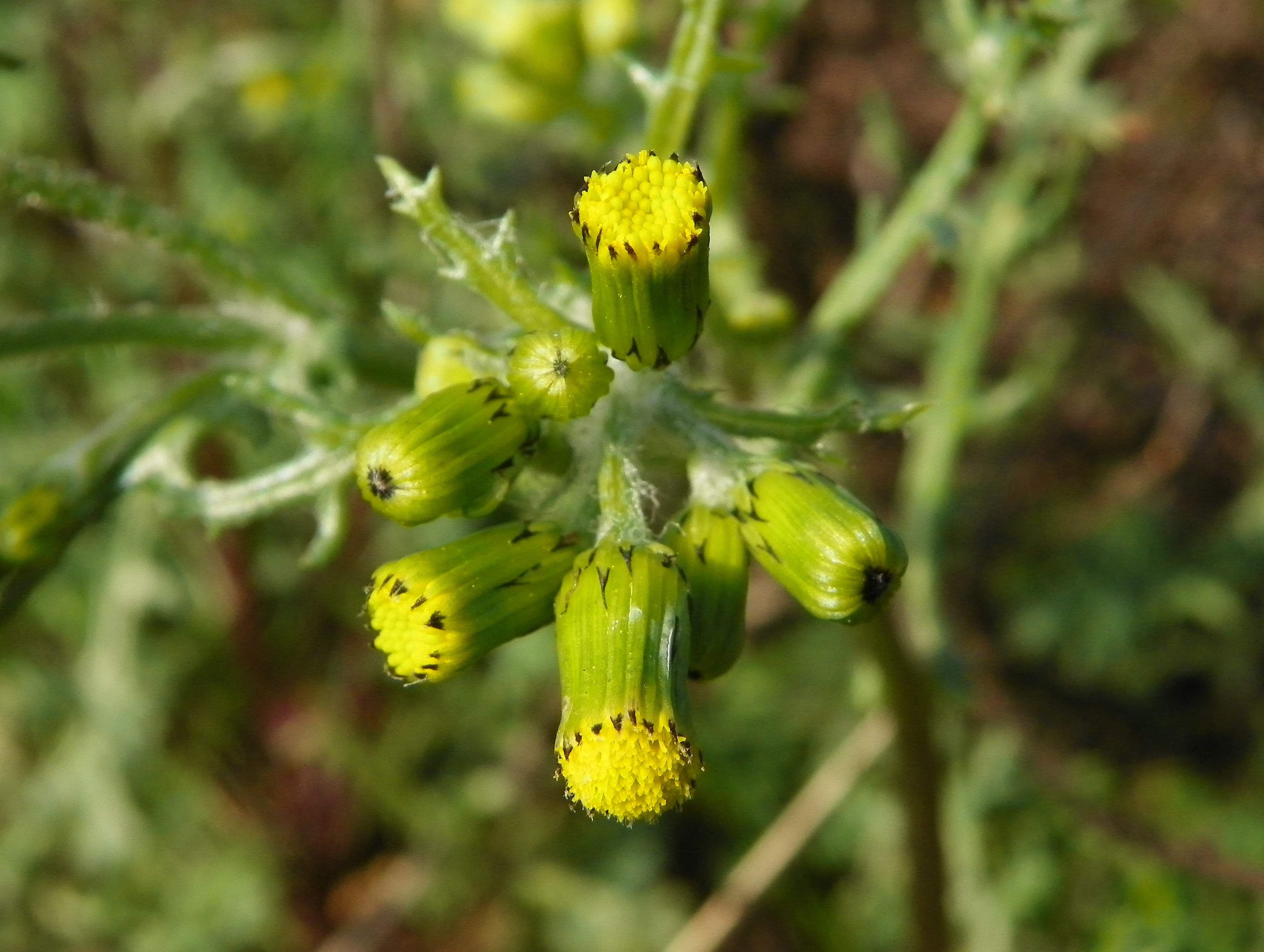
Starzec zwyczajny

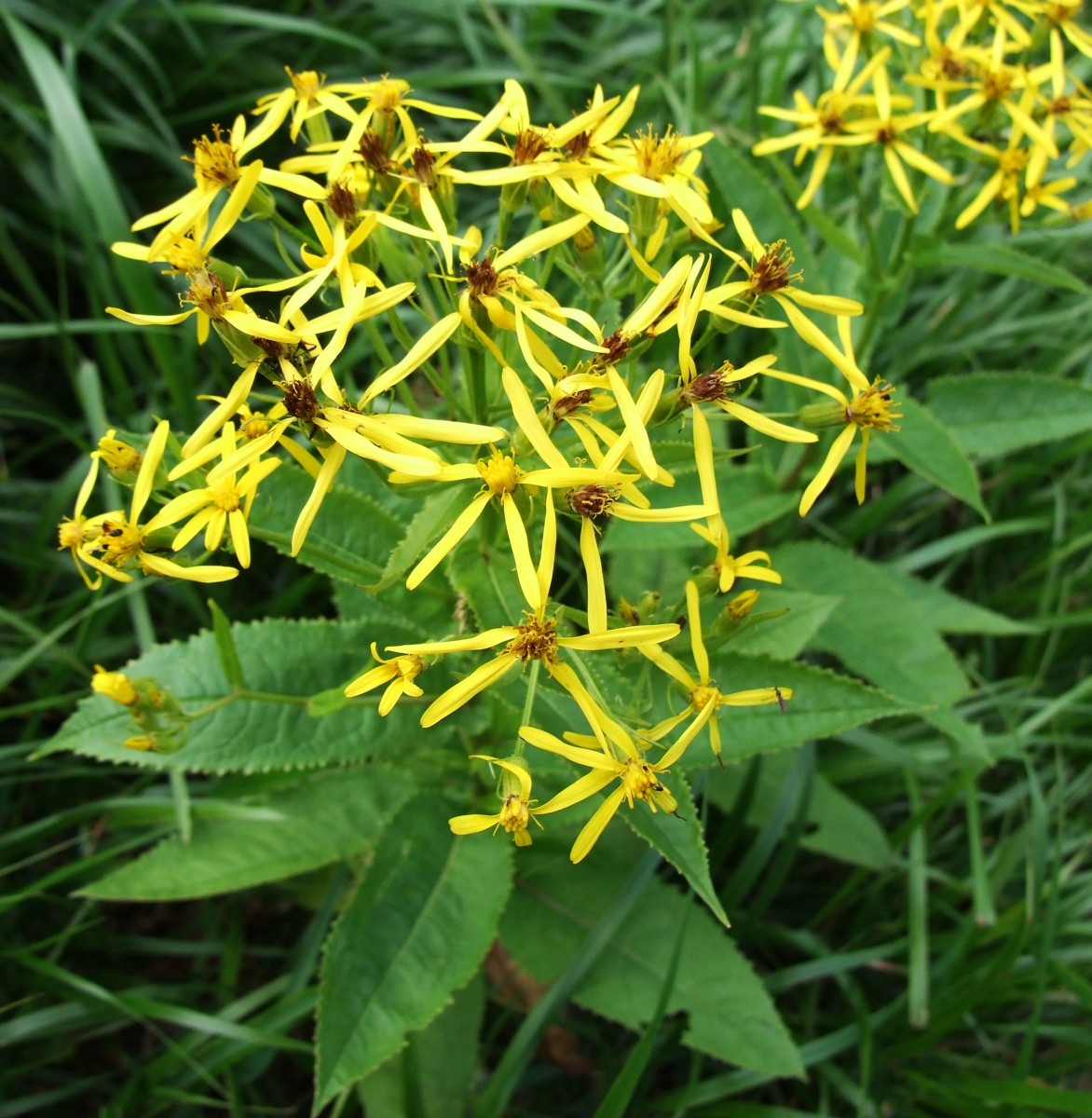
Starzec jajowaty

Starzec (Senecio L.) – rodzaj roślin z rodziny astrowatych. Należy do rodzajów o największej liczbie gatunków – liczy ich od ok. 1 do 1,5 tysiąca. Ujęcie taksonomiczne rodzaju uległo istotnemu przekształceniu po zastosowaniu metod molekularnych w analizach filogenetycznych na początku XXI wieku – liczne gatunki z tego rodzaju przeniesione zostały do odrębnych (np. Jacobaea i Tephroseris). Rośliny te występują na wszystkich kontynentach z wyjątkiem Antarktydy.
Nazwa naukowa rodzaju utworzona została z łacińskiego słowa senex oznaczającego „starca” ze względu na szare lub białawe włoski puchu kielichowego. 

## Rozmieszczenie geograficzne
Zasięg rodzaju obejmuje wszystkie kontynenty z wyjątkiem Antarktydy. Większość gatunków rośnie w klimacie ciepłym, subtropikalnym i w tropikach na obszarach górskich. Centra największego zróżnicowania to Ameryka Południowa, gdzie rośnie ok. 500 gatunków oraz Afryka, gdzie rośnie ok. 350 gatunków, z czego 110 w Południowej Afryce. Rośliny te są mniej zróżnicowane na terenach nizinnych w tropikach i na obszarach okołobiegunowych, brak ich też zupełnie lub występują tylko jako introdukowane w północno-wschodniej części Ameryki Północnej i takiej samej części Azji. Nie występują też w Amazonii, na Borneo i na części obszarów w zachodniej Afryce równikowej.
Gatunki flory Polski
W tradycyjnym, szerokim ujęciu rodzaju, jest on reprezentowany w Polsce przez 27 gatunków. W wąskim ujęciu rodzaj reprezentowany jest przez 11 gatunków.
Pierwsza nazwa naukowa według listy krajowej, druga – obowiązująca według bazy taksonomicznej Plants of the World online (jeśli jest inna)
- starzec bagienny Senecio paludosus L. ≡ Jacobaea paludosa (L.) G.Gaertn., B.Mey. & Scherb.
- starzec błotny Senecio congestus (R. Br.) DC. ≡ Tephroseris palustris (L.) Schrenk ex Rchb.
- starzec cienisty Senecio umbrosus Waldst. & Kit. – gatunek w Polsce wymarły
- starzec długolistny Senecio papposus (Rchb.) Less. ≡ Tephroseris papposa (Rchb.) Schur
- starzec gorczycznikowy, s. gorycznikowy Senecio barbaraeifolius (Krock.) Wimm. & Grab.) ≡ Jacobaea erratica (Bertol.) Fourr.
- starzec główkowaty Senecio capitatus (Wahlenb.) Steud. ≡ Tephroseris integrifolia subsp. capitata (Wahlenb.) B.Nord.
- starzec górski Senecio subalpinus W.D.J. Koch ≡ Jacobaea subalpina (W.D.J.Koch) Pelser & Veldkamp
- starzec hercyński Senecio hercynicus Herborg
- starzec jakubek Senecio jacobaea L. ≡ Jacobaea vulgaris Gaertn.
- starzec jajowaty Senecio ovatus (P. Gaertn., B. Mey. & Scherb.) Willd.
- starzec karpacki Senecio carpaticus Herbich ≡ Jacobaea abrotanifolia subsp. carpathica (Herbich) B.Nord. & Greuter
- starzec kraiński Senecio carniolicus Willd. ≡ Jacobaea carniolica (Willd.) Schrank
- starzec kędzierzawy, s. nadpotokowy Senecio rivularis (Waldst. & Kit.) DC. ≡ Tephroseris crispa (Jacq.) Rchb.
- starzec lepki Senecio viscosus L.
- starzec leśny Senecio sylvaticus L.
- starzec nadrzeczny Senecio fluviatilis Wallr. ≡ Senecio sarracenicus L.
- starzec nebrodzki Senecio nebrodensis L. ≡ Senecio duriaei J.Gay ex DC. – efemerofit
- starzec niemiecki Senecio germanicus Wallr. ≡ Senecio nemorensis subsp. jacquinianus (Rchb.) Čelak.
- starzec nierównozębny Senecio inaequidens DC. – antropofit lokalnie zadomowiony i potencjalnie inwazyjny[10]
- starzec polny Senecio integrifolius (L.) Clairv. ≡ Tephroseris integrifolia (L.) Holub
- starzec pomarańczowy Senecio aurantiacus (Hoppe) Less. ≡ Tephroseris integrifolia subsp. aurantiaca (Hoppe) B.Nord. ex Greuter
- starzec srebrzysty, s. wąskolistny Senecio erucifolius L. ≡ Jacobaea erucifolia (L.) G.Gaertn., B.Mey. & Scherb.
- starzec ukraiński Senecio ucranicus Hodálová ≡ Senecio hercynicus subsp. ucranicus (Hodálová) Greuter
- starzec wielkolistny Senecio macrophyllus M. Bieb. ≡ Senecio doria L.
- starzec wiosenny Senecio vernalis Waldst. & Kit. – antropofit zadomowiony
- starzec wodny Senecio aquaticus Hill ≡ Jacobaea aquatica (Hill) G.Gaertn., B.Mey. & Scherb.
- starzec zwyczajny Senecio vulgaris L. – antropofit zadomowiony

## Morfologia i biologia
Rośliny zielne (jednoroczne, dwuletnie i byliny), w strefie międzyzwrotnikowej także krzewy i małe drzewa. Ulistnienie skrętoległe, przy czym czasem liście skupione są w rozetę przyziemną. Kwiaty zebrane w koszyczki, których okrywa ma dzwoneczkowaty lub miseczkowaty kształt. Listki okrywy wyrastają najczęściej w jednym lub dwóch szeregach. Kwiaty języczkowe żeńskie, rurkowate obupłciowe. Kwiaty mają najczęściej barwę żółtą, rzadko białą, zieloną, różową, fioletową i bardzo rzadko niebieskawą. Owoce to jednakowe w całym koszyczku niełupki, walcowate z 8–12 żeberkami i brodawkowaną powierzchnią. Puch kielichowy w postaci licznych, białych i orzęsionych włosków. 
Liczne gatunki wytwarzają sok mleczny zawierający liczne trujące alkaloidy.

## Systematyka
Synonimy
Aetheolaena  Cass., Culcitium  Humb. & Bonpl., Iocenes  B. Nord., Lasiocephalus  Willd. ex Schltdl., Robinsonia  DC.
Pozycja systematyczna według APweb (aktualizowany system APG IV z 2016)
Rodzaj z podplemienia Senecioninae plemienia Senecioneae z podrodziny Asteroideae i rodziny astrowatych Asteraceae. Jest to największy rodzaj w obrębie plemienia Senecioneae, liczący ponad tysiąc gatunków, podczas gdy w całym plemieniu wyróżnianych jest ich ok. 3,1 tysiąca, klasyfikowanych do ok. 155 rodzajów. Zmiany w ujęciu systematycznym rodzaju, potwierdzone w badaniach molekularnych w pierwszej dekadzie XXI wieku, zmierzające do uczynienia z niego taksonu monofiletycznego, skutkowały wyodrębnieniem z niego wielu grup gatunków tradycyjnie tu zaliczanych i włączeniu innych, tradycyjnie zaliczanych do osobnych rodzajów. Z perspektywy środkowoeuropejskiej istotne znaczenie ma wyodrębnienie rodzajów tefroseris Tephroseris i Jacobaea. Pierwszy z nich zaliczany jest do odrębnego niż Senecio podplemienia Tussilagininae, a drugi pozostając w obrębie podplemienia Senecioneae jest bliżej spokrewniony z innymi rodzajami (np. Packera) niżeli Senecio.
Wykaz gatunków z rodzaju starzec Senecio

## Zastosowanie
Niektóre gatunki są uprawiane jako rośliny ozdobne. Niektóre gatunki są chwastami w uprawach.
Gatunki uprawiane (wybór)
- starzec bluszczolistny Senecio macroglossus DC.
- starzec ozdobny Senecio elegans L.

Tradycyjnie do rodzaju starzec zaliczano także gatunki uprawiane klasyfikowane obecnie w odrębnych rodzajach:
- starzec drzewiasty Senecio arborescens Steetz ≡ Telanthophora grandifolia (Less.) H.Rob. & Brettell
- starzec mikaniowaty Senecio mikanioides ≡ Delairea odorata Lem.
- starzec popielny, s. srebrzysty Senecio cineraria DC. ≡ Jacobaea maritima (L.) Pelser & Meijden
- starzec Rowleya Senecio rowleyanus H. Jacobsen ≡ Curio rowleyanus (H.Jacobsen) P.V.Heath